# Константин Костов
Константин Георгиев Костов е български сценарист и режисьор.

## Биография
Роден е на 30 септември 1916 г. в град Пловдив. През 1942 г. завършва трета мъжка гимназия в София. По-късно записва да учи в юридическия факултет на Софийския университет. След това влиза в първия курс на фондация „Българско дело“ по по кино и фото.

## Филмография
Като режисьор
- Внимание - Богомолка (1983)
- Изгреви (1978)
- Живот в солниците (1976)
- Живи вкаменелости (1968)
- Пирин пее (1962)
- Светът в капка вода (1961)
- Защитни средства у животните (1956)
- Пирин планина (1955)
- Каменна гора (1948)
- По-силни от вълните
- Цветя по върховете

Като сценарист
- Живот в солниците (1976)
- Живи вкаменелости (1968)
- Пирин пее (1962)
- Пирин планина (1955)